# لیتل واشینگتن (ویرجینیا)
لیتل واشینگتن (به انگلیسی: Little Washington) یک منطقهٔ مسکونی در ایالات متحده آمریکا است که در شهرستان لادن، ویرجینیا واقع شده‌است.